# سبايك لي
شيلتون جاكسون «سبايك» لي (بالإنجليزية: Spike Lee)‏ (ولد في 20 مارس 1957) مخرج أفلام أمريكي ومنتج وكاتب وممثل. حائز على جائزة الإيمي، وجائزة أكاديمية. أخرج عدة أفلام مثل مالكوم إكس والساعة 25.

## روابط خارجية
- سبايك لي على موقع IMDb (الإنجليزية)
- سبايك لي على موقع الموسوعة البريطانية (الإنجليزية)
- سبايك لي على موقع مونزينجر (الألمانية)
- سبايك لي على موقع قاعدة بيانات الأفلام العربية
- سبايك لي على موقع ألو سيني (الفرنسية)
- سبايك لي على موقع ميوزك برينز (الإنجليزية)
- سبايك لي على موقع أول موفي (الإنجليزية)
- سبايك لي على موقع بوكس أوفيس موجو (الإنجليزية)
- سبايك لي على موقع قاعدة بيانات برودواي على الإنترنت (الإنجليزية)
- سبايك لي على موقع قاعدة بيانات الأفلام السويدية (السويدية)